# Pavel Bucur
Pavel Bucur (Bistrita Nasuad, 1º novembre 1945 – Brașov, 26 settembre 2016) è stato uno scultore romeno.

## Biografia
Ha frequentato il liceo artistico "Romulus Ladea" di Cluj, classe 1965; nel 1971 si laurea presso l'istituto di arti plastiche "N. Grigorescu" di Bucarest. Ha terminato la sua formazione con le borse di studio "I. Andreescu", "U.A.P", "D. Paciurea". Nel 1972 si sposa con l'artista Sanda Bucur. 
Il suo nominativo viene introdotto nel 1982 in "Men of Achievement", International Biographical Centre Cambridge, U.K. e nel 1992 sul Dizionario delle Arti Internazionali "Who's who in International Art", Svizzera. Lo scultore si è dedicato alla realizzazione, per gli ultimi venticinque anni della sua vita, di numerose opere nel suo studio a Concordia Sagittaria, in Italia.
Il suo repertorio tecnico varia dal marmo al bronzo, dal legno alla pietra, all'ottone, all'acciaio, realizzando opere di dimensioni contenute quanto opere pubbliche monumentali. Le principali componenti della sua sintesi plastica sono: l'idea del volo, dell'essere umano nella storia e nella leggenda, dell'elevazione e di una presenza protettrice nell'universo; in riferimento alle opere di Pavel Bucur si scrive:
«[...] quella ninfa solare o tragica, che coagula in tutte le opere di Bucur le volumetrie in forme dinamiche,  in simboli violenti o sereni, energici o cupi di una umanità protetta dall'enorme ed enigmatica "regina vittoriosa dei cieli" che sorveglia le terre del Danubio>>. 
(Grigore Arbore)
Durante la sua attività artistica, che è durata più di quarantacinque anni, ha partecipato a più di 95 mostre nazionali e 70 internazionali. Pavel Bucur muore vicino a Brașov, in Romania, il 26 settembre 2016.

## Opere
Le sue opere si trovano in musei e collezioni private in Romania, Italia, Germania, Stati Uniti D'America, Francia, Spagna, Polonia, Repubblica Ceca, Slovacchia, Grecia, Israele, Canada, Messico, Argentina, Belgio, Russia.

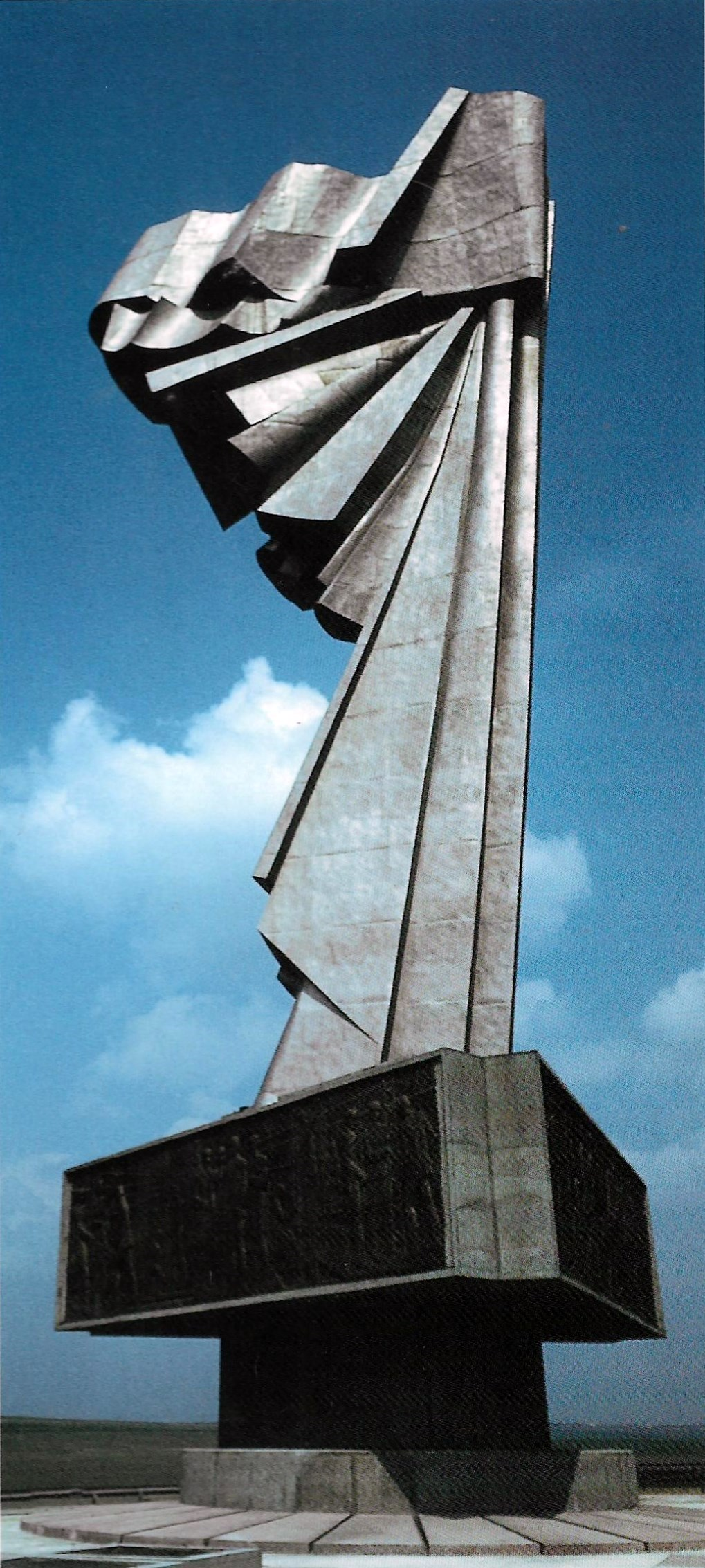
Alata (Monumentul Tineretului), 1987, Straja.

Fra le opere pubbliche da citare vi sono:
- Alata[4], Magura Buzau, Romania, 1971;
- Arlecchino[5], Oronsko, Polonia, 1975;
- il Monumento dell’Indipendenza[6], Calafat, Romania, 1977;
- La porta del Sole, Museo d’Arte Moderna Pagani[7], Castellanza, Italia, 1981;
- Il Piccolo Principe, Ca' la Ghironda Modern Art Museum, Ponte Ronca, Italia, 1988;
- La porta del Sole, Prundul Bârgăului, Bistriţa, 1991;
- Il Faraone, Puianello, Italia, 1993;
- Il Cavaliere, Scandiano, Italia, 1994;
- Il Fardello, Chioggia, Italia, 1995;
- Ombra bianca, Centro culturale "George Apostu"[8], Bacau, Romania, 1995;
- Trinità, Caorle, Italia, 1998;
- Mistica[9], Backgnang, Germania, 2001;
- Il Silenzio, Stuttgart, Germania, 2006;
- Opera monumentale Alata (Monumentul Tineretului), Canal Dunare-Marea Neagra, Romania, 1987 (H 48 m, acciaio inossidabile e bronzo), la terza più alta scultura al mondo dopo la Statua della Libertà e la Statua Madre Russia[10], si propone come punto cardine del suo pensiero artistico.

La sua ricerca creativa è completata dall’esplorazione espressiva dei diversi linguaggi artistici, quali arazzi, mosaici ceramici, grafica e disegni, progetti per gioielli d’autore realizzati nell’Oreficeria Il Mestiere dell’Oro.

## Esposizioni principali
Tra le sue partecipazioni si segnalano le mostre personali presso:
L’Accademia di Romania di Roma, Italia; la Galleria Pagani di Milano, Italia; la Fondazione Dragan, Milano, Italia; l’UNESCO Gallery di Bielefeld, Germania; la Modern Art Gallery di Aachen, Germania; l’Atlante Gallery di Ginevra, Svizzera; la Salambo Gallery di Parigi, Francia; la Fondazione Fildas Art di Bucarest, Romania; l’Istituto di Cultura Italiano di Bucarest, Romania; il Museo d’Arte Moderna Pagani, Castellanza, Italia; il Palazzo Correr di Venezia, Italia; il Palazzo Nazionale Cotroceni di Bucarest, Romania; Esposizione Triennale di Arti Visive Aeterna, Complesso del Vittoriano, Roma, Italia; Art Safari 2019, palazzo Oscar Maugsch, Bucarest, Romania.

## Premi
Le sue opere sono state premiate in varie occasioni ottenendo il:
- 1º premio di scenografia, Wroclav (Polonia, 1968), teatro "Podul" di Bucarest[12];
- 1º premio di scultura, Magura Buzaului (Romania, 1974);
- 1º premio di scultura, Oronsko, (Polonia, 1975);
- Premio Speciale di scultura monumentale, Bucarest (Romania, 1986);
- Premio Speciale di scultura, Fanano, (Italia, 1991)[13];
- 1º premio di scultura, Madonna di Campiglio, (Italia, 2000);
- 1º premio di scultura, Madonna di Campiglio, (Italia, 2001)[14];
- III° premio di scultura, Madonna di Campiglio, (Italia, 2003).